# Râul Turia, Rusia
Turia (în rusă Турья) este un râu în Rusia. Izvorăște din Munții Urali și străbate 128 km până la vărsarea în Sosva. Are un bazin hidrografic întins pe 1160 kmp. Trece prin orașele Krasnoturinsk și Karpinsk, în dreptul căruia s-a construit în 1943 barajul Bogoslovskoe. Poluat.